# Kojnare
Kojnare (búlgaro:Койнаре) é uma cidade da Bulgária, localizada no distrito de Pleven. A sua população era de 4,464 habitantes segundo o censo de 2010.

## População
| Kojnare | Kojnare | Kojnare | Kojnare | Kojnare | Kojnare | Kojnare | Kojnare | Kojnare | Kojnare | Kojnare | Kojnare | Kojnare | Kojnare | Kojnare | Kojnare | Kojnare | Kojnare | Kojnare | Kojnare |
| --- | ------- | ------- | ------- | ------- | ------- | ------- | ------- | ------- | ------- | ------- | ------- | ------- | ------- | ------- | ------- | ------- | ------- | ------- | ------- |
| Ano | 1887    | 1910    | 1934    | 1946    | 1956    | 1965    | 1975    | 1985    | 1992    | 2001    | 2002    | 2003    | 2004    | 2005    | 2006    | 2007    | 2008    | 2009    | 2010    |
| População |         |         |         | …       | …       | 7,172   | 6,904   | 6,129   | 5,989   | 5,103   | 5,024   | 4,960   | 4,889   | 4,794   | 4,710   | 4,647   | 4,578   | 4,518   | 4,464   |
| Fontes: Instituto Nacional de Estatísticas, „citypopulation.de“, „pop-stat.mashke.org“, Bulgarian Academy of Sciences |         |         |         |         |         |         |         |         |         |         |         |         |         |         |         |         |         |         |         |